# XXIII Festival Internacional de la Canción de Viña del Mar
El XXIII Festival de la Canción de Viña del Mar o simplemente  Viña 82, se realizó del 17 al 22 de febrero de 1982 en el anfiteatro de la Quinta Vergara, en Viña del Mar, Chile. Fue transmitido por Televisión Nacional de Chile y animado por Antonio Vodanovic y coanimado por la periodista María Olga Fernández. En este certamen nace el título de Reina del Festival, cuya primera ganadora fue la cantante italiana Raffaella Carrà.
El escenario de ese año tuvo la temática de los roqueríos que aparecían en el camino que va desde Viña del Mar hasta Concón, que en ese tiempo era parte de la comuna viñamarina. También había en el mismo una pared negra con muchos focos blancos, dos escaleras luminosas, un gran círculo con focos incrustados en su interior que funcionaba como si fuera un disco LP girando, 3 bolas y 3 cilindros de espejos en lo más alto del escenario, amén del tradicional adorno luminoso que identificaba al evento.

## Artistas invitados
- Raphael[2]
- The Police[3]
- Raúl Vale[4]
- Franco Simone
- Salvatore Adamo
- Iva Zanicchi
- Don Costa
- Hernaldo Zúñiga
- Vikki Carr
- Emmanuel
- Raffaella Carrá[5]
- Pecos
- Claude Caravelli
- Pujillay
- Gloria Simonetti
- Cristóbal
- Buddy Richard[6]
- Fernando Ubiergo
- Óscar Andrade[7]
- Miguel Bosé
- Amanda Lear

## Desarrollo

### Día 1 (miércoles 17)
- Presentación.
- Fernando Ubiergo y Hernaldo Zúñiga
- Competencia folclórica
- Raphael
- Iva Zanicchi
- Competencia Internacional
- Amanda Lear

### Día 2 (jueves 18)
- Presentación.
- Buddy Richard
- Claude Caravelli
- Competencia Internacional
- Raúl Vale
- Competencia folclórica
- Raphael

### Día 3 (viernes 19)
- Gloria Simonetti
- Competencia Internacional
- Franco Simone
- Don Costa y Nikka Costa
- Competencia folclórica
- Pujillay
- The Police

### Día 4 (sábado 20)
- Óscar Andrade
- Iva Zanicchi
- Competencia Internacional
- Emmanuel
- Pujillay
- Competencia folclórica
- The Police
- Franco Simone

### Día 5 (domingo 21)
- Cristóbal
- Competencia Internacional
- Salvatore Adamo
- Competencia folclórica
- Rafaella Carrá
- Premiación competencia folclórica
- Pecos

### Día 6 (lunes 22)
- Presentación
- Rafaella Carrá
- Competencia Internacional
- Salvatore Adamo
- Vikki Carr
- Miguel Bosé
- Premiación Competencia Internacional

## Jurado Internacional
- Lindsay Wagner
- Luis Sigall (presidente del jurado)
- Vikki Carr
- Don Costa
- Maitén Montenegro
- Gian Luigi Pezza
- Amanda Lear
- Claude Caravelli
- Emmanuel
- Iva Zanicchi
- Óscar Andrade

## Competencias
Internacional:
- 1.er lugar:  Chile, Ausencias, escrita e interpretada por Juan Carlos Duque.[8]
- 2.º lugar:  Brasil, Dime, amor, de Morris Albert y José Eduardo, interpretada por Dudu França.
- 3.er lugar:  Estados Unidos, Más fácil será amar otra vez, de Stephen Allen Davis, interpretada por Rowena Cortés.

Folclórica:
- 1.er lugar: La tejedora, de Sandra Ramírez, interpretada por Pedro Messone.
- 2° lugar: Organillero en el tiempo, de Fernando Pavez y Juan Castillo, interpretada por Sergio Lillo.
- 3° lugar: El Trauco, de Richard Rojas, interpretada por Santiago del Nuevo Extremo.
- Mejor intérprete: Natacha Jorquera.

## Curiosidades
- Es el primer año en que se utilizaría de forma oficial el himno "Viña es un Festival", composición de Horacio Saavedra.
- También es el primer año en que se utiliza la pirotecnia en las oberturas de cada una de las 6 fechas del evento. Este recurso sería habitual a partir de la segunda mitad de la década siguiente.